# Tennis Chumps
«Теннисный чурбан» (англ. Tennis Chumps) — сорок шестой эпизод из серии короткометражек «Том и Джерри», выпущенный 10 декабря 1949 года.

## Сюжет
Сначала нам показывают плакат, говорящий о том, что сегодня чемпионат по теннису, а потом теннисный корт. Из своей раздевалки выходит первый участник — Том, и его тут же придавливает дверью своей раздевалки другой участник — кот Бутч (он ведёт себя как очень богатый, наглый и талантливый спортсмен, которому всё позволено). Бутч придавливает Тома дверью так, что тот становится похож на египетский рисунок в профиль. После этого на сцену выходит Джерри, которого Том заставляет выполнять функции Кедди (помощника, который носит за спортсменом его инвентарь). Джерри и Том выходят на корт, мышонок подает Тому его ракетку и мяч. Так как мышонок больше не нужен Тому, он выкидывает первого (при помощи ракетки) в питьевой фонтанчик. Матч начинается. Том делает подачу, и Бутч отбивает её назад с такой силой, что ракетка Тома сгорает как спичка, оставив только обугленный кончик. Тогда, Том в ярости берет три мяча и одновременно с силой «подает» их Бутчу. Бутч разделяет свою ракетку на три и с легкостью отбивает подачу. Отбитые мячи попадают прямо в рот Тома — и, в хвост.
В следующей сцене Том делает подачу, похожую на подачу в бадминтоне и оттягивает сетку, чтобы ему засчитали очко, но не тут то было. Бутч с такой силы отбивает мяч в землю, что тот пробуривает её и вылетает со стороны Тома. Том растягивает свою руку на невозможное расстояние и отбивает мяч, почти долетевший до конца корта, назад. Кажется, что Бутч много раз отбивает мяч от сетки, хотя на самом деле он с большой скоростью отбивает мяч от лица Тома. Бутч надевает на Тома ракетку, и мяч отлетает на половину корта Бутча. Бутч отбивает мяч с закруткой — в итоге мяч летит и жужжит, как пчела. Мяч едва ли не касается Тома и делает крюк назад. Том пытается догнать мяч, но врезается в одну из опор сетки и заматывается в сетку.
Джерри решает подшутить над котами, предложив каждому из них свою тактику. Сначала он принимает сторону Тома, тайком доверяя ему вместо мяча маленькую белую бомбу, и оба подмигивают друг другу. Том «подает» бомбу, та попадает в Бутча, и тот становится похожим на негра, танцующего в балете. Джерри отвинчивает от ворот стадиона очень тяжёлый декоративный шар, внешне похожий на теннисный мяч, и предлагает униженному Бутчу сделать подачу не мячом, а именно этим предметом. Джерри и Бутч, заценивший коварство подмигивают друг другу. Бутч делает подачу тяжеленным лже-мячом. Том собирается отбить мяч… но чугунный белый шар попадает ему сквозь ракетку между глаз и последний распадается на части. Джерри удаётся потеха, и он смеется над Томом.
Рассерженный Том метает в Джерри теннисные мячи, Джерри вроде бы успешно уклоняется от них, но все же проглатывает один. Том делает подачу круглым раздувшимся мышонком, вполне способным теперь играть роль мяча. Джерри летит к Бутчу и прямо в воздухе пытается уйти от удара его ракеткой, но тщетно. Том отбивает Джерри (точнее, полагает, будто отбивает), но не видит, как мышонок летит, так как Джерри цепляется за сеть ракетки. После некоторого противостояния котов из Джерри выбивают мяч и он приземляется на сетку, и ходит по её верху, как по канату. Через небольшой промежуток времени мышонок прыгает на голову Бутча. Джерри вовремя удаётся избежать удара ракетки Тома, и тот попадает по голове Бутча. Том бежит за удирающим Джерри, забыв, что в его ракетке застряла голова Бутча, и наносит удар Бутчем по своей половине корта. Бутч готовится разодрать Тома на куски, но вдруг он видит Джерри, забывает о Томе, берет мяч, как следует, ударяет его ракеткой, и мяч летит в Джерри.
Джерри отбивает мяч ракеткой, лежащей неподалёку, Бутч отбивает подачу назад, и Джерри начинает играть с Бутчем. Джерри отражает одну из подач так, что мяч взлетает очень высоко над кортом. И Том, и Бутч рвутся к мячу, и в итоге шумно сталкиваются и «частично срастаются» друг с другом, став похожими на сиамских близнецов. Потом коты отделяются друг от друга и решают работать против Джерри в команде. Джерри подбегает к теннисному тренажёру и активирует максимальную скорость. Бутч и Том едва отбивают груду мячей, летящих на них, но они прилепляются к сетке и вместе с ней улетают прочь с корта. В конце концов коты залетают в дерево, стоявшее возле корта, повиснув на сетке.
В итоге, в чемпионате побеждает Джерри. Он надевает парадную курточку, пишет на победном кубке своё имя и приветствует ликующую толпу.

## Факты
- Это — четвёртый эпизод, в котором фигурируют спортивные игры.
- Также мультфильм — последний эпизод цикла 1940-х годов.
- Для показа на канале Boomerang была удалена сцена в начале, где Бутч курит сигару.
- В ранних версиях была вырезана сцена, где Бутч становится похожим на негра. Вырезанная версия заканчивалась на моменте взрыва бомбы.